# Oculus historiae, oculus memoriae, oculus oblivionis
Oculus historiae, oculus memoriae, oculus oblivionis ist ein vierteiliges Installationskunstwerk im Münchner Stadtteil Schwabing von Anne und Patrick Poirier.

## Standort und Geschichte
Das Nordbad und das Stadtarchiv in München-Schwabing stehen einander gegenüber zu beiden Seiten der Schleißheimer Straße. Als 1989 das Stadtarchiv durch einen Neubau-Trakt von Hans-Busso von Busse erweitert wurde, war geplant, diesen Abschnitt der Schleißheimer Straße zu einem städtischen Platz auszubauen. Das Ensemble von Anne und Patrick Poirier vor dem Nordbad und der Fassade des Stadtarchivs wurde 1990 realisiert, nicht jedoch der geplante Platz. Es wurden lediglich beiderseits des Nordbads bereits früher bestehende Pavillons durch Neubauten ersetzt und die Straßendecke der Schleißheimer Straße renoviert.

## Installation
Das Kunstwerk von Anne und Patrick Poirier besteht aus vier Teilen.
- Oculus historiae („Auge der Geschichte“): Dieser Teil der Installation hat die Form eines Emblems; es ist über dem Eingang des Stadtarchivs angebracht. Die konvexe, vergoldete Aluminiumguss-Scheibe trägt ihren Titel als Inschrift; sie hat einen Durchmesser von 1,60 Metern.
- „Ohne Titel“: Vor dem Eingang zum Stadtarchiv steht eine etwa 8,50 Meter hohe Säule aus Edelstahl auf einem Steinsockel; sie ist in sich gebrochen: die sieben Segmente sind gegeneinander versetzt. Auf der Säule ruht eine Tafel, die einem aufgeschlagenen Buch ähnelt.
- Oculus memoriae („Auge der Erinnerung“) und Oculus oblivionis („Auge des Vergessens“): Die beiden quaderförmigen Skulpturen aus grauem Marmor sind jeweils 1,60 Meter breit und lang und 2,20 Meter hoch; sie flankieren den Eingang des Nordbads. Dargestellt sind in überdimensionaler Vergrößerung die linke Augenpartie aus Michelangelos „David“ (rechts vor dem Eingang, „Oculus memoriae“) und die rechte (links vor dem Eingang, „Oculus oblivionis“). Die Skulpturen tragen ihren Titel als Inschrift auf der Rückseite.

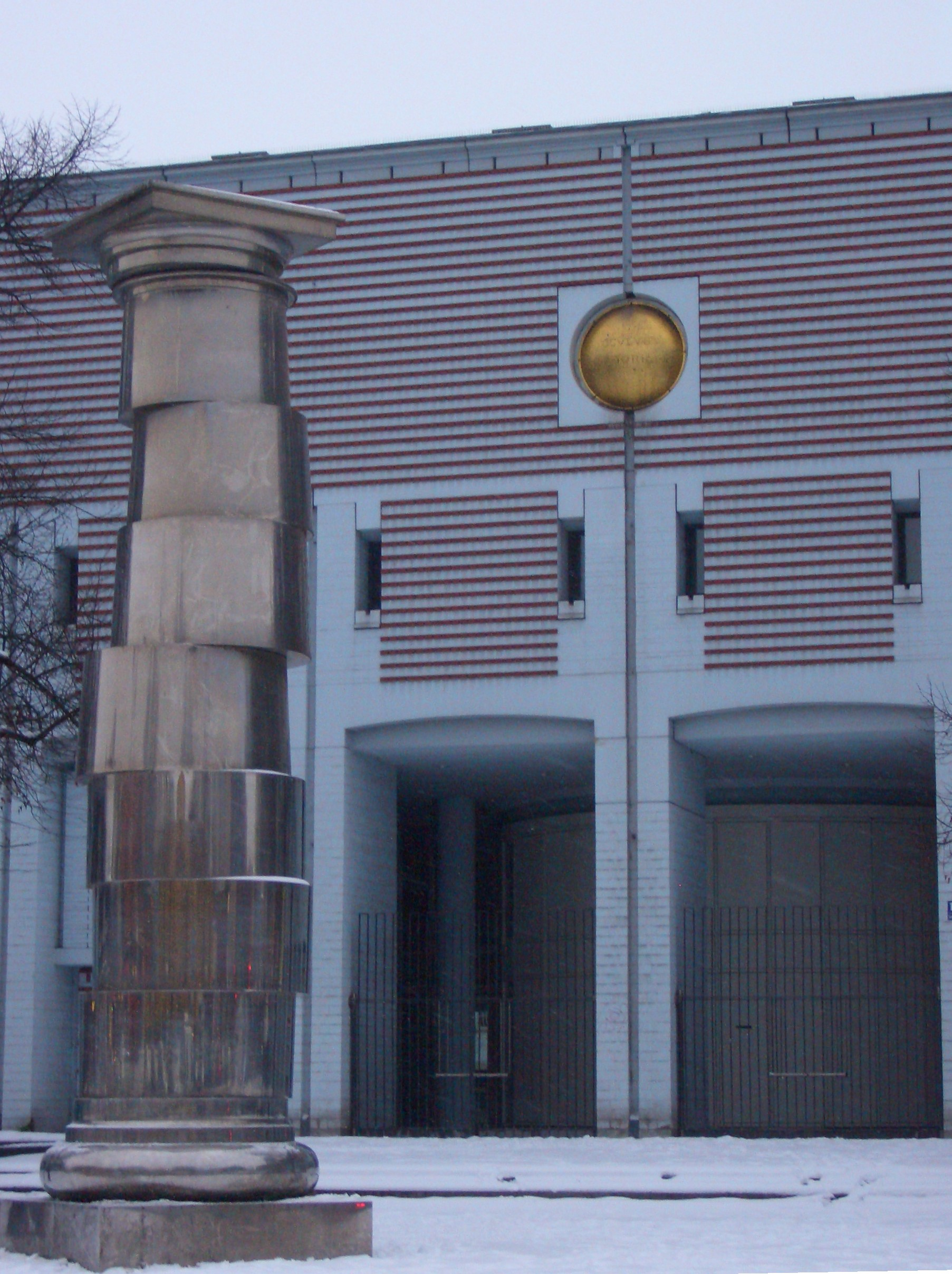
Oculus historiae und Säule ohne Titel
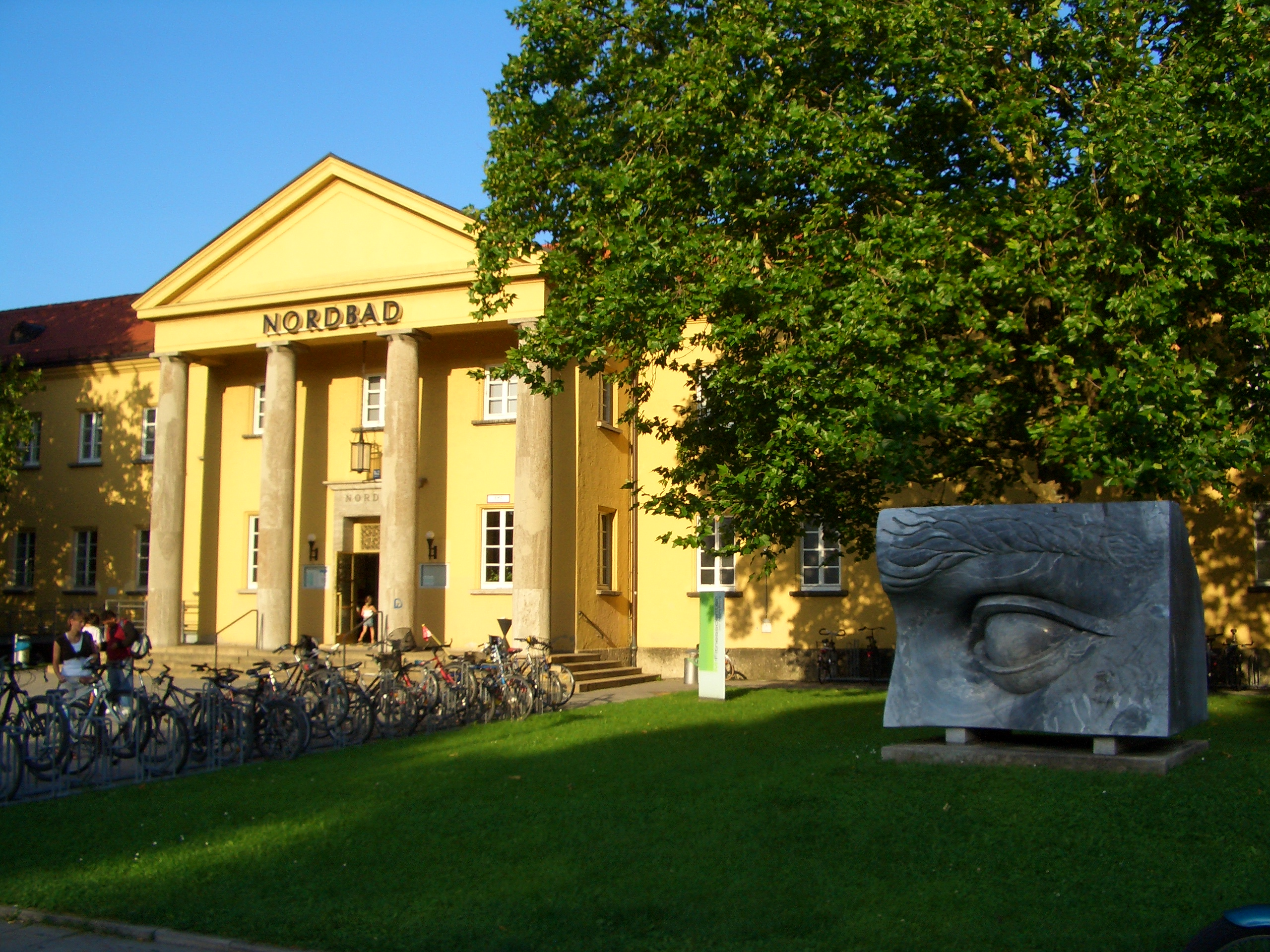
Oculus memoriae
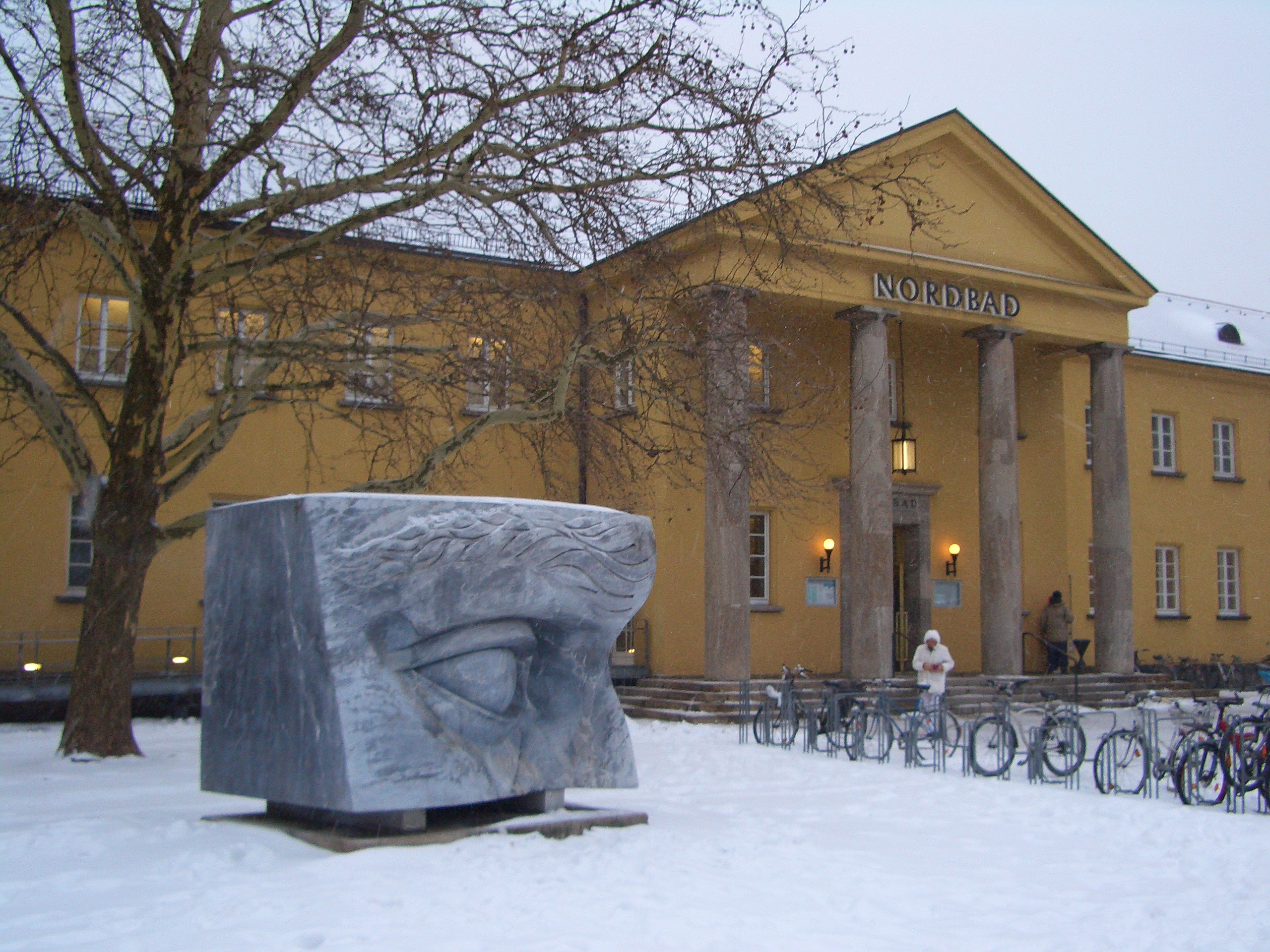
Oculus oblivionis

## Bedeutung und Bezug zum Ort
Die Titel der Skulpturen nehmen unmittelbar Bezug auf die zentrale Thematik des Werks der Poiriers: Die Erinnerung und ihr Spannungsverhältnis zum Vergessen.
Einen Bezug zu Geschichte, Erinnerung und Vergessen haben auch die Gebäude, die die Installation zusammenbindet. Das Stadtarchiv durch seine heutige Funktion und die frühere seines rückwärtigen,  älteren Gebäudeteils als städtisches Wehramt zu Beginn des Ersten Weltkriegs; das Nordbad durch die Zeit seiner Erbauung während der Herrschaft des Nationalsozialismus und den damals vorherrschenden neoklassizistischen Stil.